# Zachman Framework
O Zachman Framework é um framework para arquitetura corporativa que provê um meio formal e altamente estruturado de definir uma corporação. A ontologia é um esquema de classificação bidimensional que reflete a interseção entre duas classificações históricas. A primeiros são interrogativos primitivos: o que, como, quando, quem, onde e por quê. O segundo é derivado do conceito filosófico de reificação, a transformação de uma ideia abstrata em uma instanciação. As transformações de reificação do Zachman Framework são: Identificação, Definição, Representação, Especificação, Configuração e Instanciação. O Zachman Framework não é uma metodologia na medida em que não implica nenhum método ou processo específico para coletar, gerenciar ou usar a informação que descreve. Em vez disso, é uma ontologia pela qual um Esquema do modelo conceitual para a organização de artefatos arquitetônicos (em outras palavras, documentos de design, especificações e modelos) é usado para levar em conta tanto os objetivos do artefato (por exemplo, o proprietário da empresa e construtor) e qual é o problema específico (por exemplo, dados e funcionalidades) que está sendo abordado.

## Características
Freqüentemente usado como parte de uma arquitetura de sistemas ou exercício de revisão de tecnologia em nível organizacional, ele é popular em departamentos de arquitetura de TI, mas tem adesão  de comunidades de desenvolvedores ou usuários. A arquitetura corporativa pode prontamente avaliar uma arquitetura de software de uma empresa.
Seu ponto forte é a cobertura completa obtida ao passar por cada célula no esquema. O ponto fraco é que esta abordagem gera muita documentação, devido a sua abrangência, que pode ser de difícil assimilação e algumas vezes até de utilidade questionável.
Originalmente concebido por John Zachman na IBM na década de 1980, o framework é agora um padrão mundial de facto para expressar os elementos básicos de uma Arquitetura Corporativa. Originalmente seu nome técnico completo era Zachman Framework para Arquitetura de Sistemas de Informação, mas foi mudado no início dos anos 90 para Framework Zachman para Arquitetura Corporativa.
Cada artefato em uma classificação (célula) do esquema deve ser alinhado com as células imediatamente acima e abaixo dele. Todas as células em cada linha também devem estar integradas entre si. Entretanto, células não devem ser alinhadas diagonalmente.

## O Esquema Zachman
| Ordem | Âmbito                                               | Entidades                                   | Actividades                          | Localizações                         | Pessoas                                          | Tempo                                         | Motivação                                 |
| 1     | Gabinete de Estratégias - Administração - Planejador | Grupo - CTT                                 | Distribuição Correspondências        | Lista de locais onde o negócio opera | Lista de organizações importantes para o negócio | Lista de eventos significantes para o negócio | Lista de objetivos/estratégias do negócio |
| 2     | Conceitos de Modelo de Negócio - Dono                | Modelo Semântico ou Entidade-relacionamento | Modelo de Processos de Negócio (BPM) | Sistema Logístico do Negócio         | Modelo de Fluxo                                  | Cronograma Mestre                             | Plano de Negócio                          |
| 3     | Modelo de Sistema Lógico - Projetista                | Modelo de Dados Lógico                      | Arquitetura da Aplicação             | Arquitetura de Sistema Distribuído   | Arquitetura de Interface Humana                  | Estrutura de Processamento                    | Modelo de Regras de Negócio               |
| 4     | Modelo Tecnológico Físico - Construtor               | Modelo de Dados Físico                      | Desenho do Sistema                   | Arquitetura Tecnológica              | Arquitetura de Apresentação                      | Estrutura de Controle                         | Desenho de Regras                         |
| 5     | Configuração de Componentes - Implementador          | Definição de Dados                          | Programa                             | Arquitetura de Rede                  | Arquitetura de Segurança                         | Definição de Prazos                           | Especificação de Regras                   |
| 6     | Corporação Funcional - Trabalhador                   | Dados                                       | Funções                              | Rede                                 | Organização                                      | Cronograma                                    | Estratégia                                |